# Isabel Leonard
Pour les articles homonymes, voir Leonard.
Isabel Leonard, née le 18 février 1982 à New York, est une chanteuse d'opéra mezzo-soprano américaine vivant à New York. Elle est d'origine argentine du côté de sa mère.

## Biographie

### Formation
Pendant cinq ans, elle chante avec le chœur d'enfants de la Manhattan School of Music. Elle fréquente la Joffrey Ballet School. Elle est également diplômée de la Cathedral School of St. John the Divine et de la Fiorello H. LaGuardia High School of Music & Art and Performing Arts. Elle a obtenu une licence et un master de musique à la Juilliard School, où elle est l'élève d'Edith Bers. Elle a y également étudié avec Marilyn Horne notamment.
En 2005, elle est lauréate du Concours de chant de la Fondation Marilyn Horne, puis, en 2006, elle reçoit le prix de la Fondation Licia Albanese-Puccini. Elle est également lauréate du prix Movado Future Legends la même année.

## Carrière
À New York, Isabel Leonard chante avec la Chamber Music Society du Lincoln Center et avec le Juilliard Opera Center. Sa première apparition avec l'Orchestre philharmonique de New York est pour une version de concert de l'opérette Candide de Leonard Bernstein. Plus tard, elle chante le rôle de l'Écureuil dans L'Enfant et les Sortilèges de Maurice Ravel, en concert dirigé par Lorin Maazel.
En février 2007, Isabel Leonard fait ses débuts à l'opéra dans le rôle de Stéphano dans Roméo et Juliette de Charles Gounod, puis rejoue ce même rôle en septembre au Metropolitan Opera. Elle chante Cherubino à l'opéra de Sante Fe dans Les Noces de Figaro en 2008.
Elle chante Dorabella, lors d'une captation pour Euroarts, dans la production de Così fan tutte du Festival de Salzbourg de 2009. Le 26 avril 2014, Isabel Leonard rechante ce rôle dans une captation au Metropolitan Opera qui a été transmise dans le monde entier, dans le cadre du programme Metropolitan Opera Live in HD. En février 2011, la chanteuse fait ses débuts à l'Opéra d'État de Vienne en chantant de nouveau Cherubino, puis y retourne en janvier 2012 dans le rôle de Rosina dans Le Barbier de Séville.
De 2014 à 2016, Isabel Leonard participe à la création d'une série de onze récitals en duo soprano/guitare avec Sharon Isbin. La cantatrice chante le rôle principal dans la première américaine de Marnie au Met à New York en octobre 2018. Elle joue le personnage de Blanche de la Force dans Dialogues des carmélites de Francis Poulenc en 2019, au Met.

## Récompenses
En 2013, elle reçoit le prix de la Richard Tucker Music Foundation.
Isabel Leonard remporte deux Grammy Awards du meilleur enregistrement d'opéra : en 2014 pour La Tempête de Thomas Adès et en 2016 pour L'Enfant et les Sortilèges.
En 2021, elle remporte le Grammy Award du meilleur recueil classique pour From the Diary of Anne Frank & Meditations on Rilke, dirigé par Michael Tilson Thomas.

## Rôles
- Stéphano dans Roméo et Juliette, 2007[13]
- Rosina dans Le Barbier de Séville
- Angelina (Cendrillon) dans La Cenerentola
- Chérubin dans Les Noces de Figaro
- Sextus dans Giulio Cesare, 2011
- Miranda dans La Tempête
- Dorabella dans Cosi fan tutte
- Zerlina dans Don Giovanni
- Charlotte dans Werther
- Blanche de la Force dans Dialogues des carmélites[14]
- Marnie dans Marnie [15]
- Mélisande dans Pelléas et Mélisande[16]